# Helmuth Gartner
Helmuth Gartner, detto Heli (Vipiteno, 1935 circa), è un ex sciatore alpino italiano.

## Biografia
Helmuth Gartner, sciatore polivalente fratello di Arthur e di Carlo e zio di Ingrid (tutti a loro volta sciatori alpini), debuttò in ambito internazionale in occasione dell'Internationalen Adelbodner Skitage 1957 (Adelboden, 6-7 gennaio), dove si classificò 15º nel primo slalom speciale; nel 1960 vinse il titolo italiano di slalom speciale e si piazzò 3º nella medesima specialità alla 3-Tre (Madonna di Campiglio, 12-14 febbraio). Due anni dopo partecipò ai Mondiali di Chamonix 1962, sua unica presenza iridata, dove chiuse al 13º posto lo slalom speciale, la sola gara nella quale prese il via; si ritirò al termine della stagione 1962-1963, disputando le sue ultime gare internazionali al trofeo Pokal Vitranc di Kranjska Gora (2-3 marzo). Non prese parte a rassegne olimpiche.

## Palmarès

### Campionati italiani
- 2 medaglie[4]:
  - 1 oro (slalom speciale nel 1960)
  - 1 bronzo (slalom gigante nel 1960)